# Alexander Scharf
Alexander Scharf (* 24. Mai 1834 in Pest, Kaisertum Österreich; † 4. November 1904 in Wien) war ein österreichischer Journalist und Industrieller.

## Leben

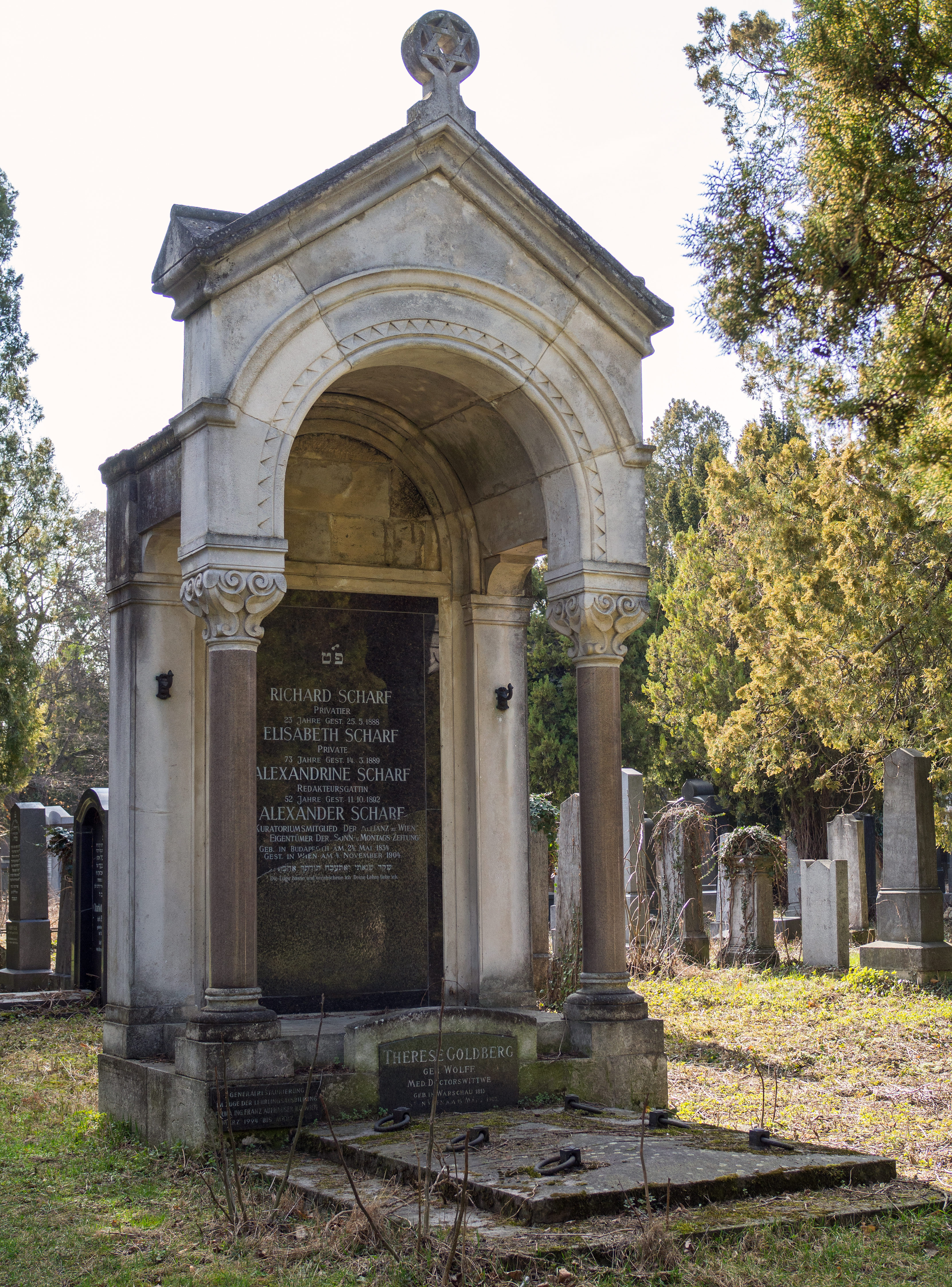
Grab von Alexander Scharf in der Familiengruft auf dem Wiener Zentralfriedhof

Scharf, der vorerst Kaufmann in Ungarn war, arbeitete als Journalist ab den 1850er Jahren in Wien. Zuerst gab er die Verlosungszeitung Fortuna und die Börsenkorrespondenz heraus.
Nach dem Muster des Observers gründete er 1863 die Wiener Sonn- und Montags-Zeitung, die er bis zu seinem Tod leitete, zeitweilig auch als Chefredakteur. 1865 bis 1873 gab er überdies die Wiener Börsen-Zeitung heraus.
Scharf war Generalrepräsentant der North British and Mercantile Insurance Company und laut Czeike an der Gründung des ersten österreichischen Versicherungssyndikats beteiligt.
Seine Gesinnung war antiklerikal und gemäßigt liberal. Er wandte sich gegen die Christlichsozialen und im Speziellen gegen Karl Lueger, gegen den er einen aufsehenerregenden Presseprozess führte und die Verurteilung Luegers bewirkte.
Scharf war auch Kunstsammler. Im Jahr 1891 gründete er mit seinem Sohn Paul die Elektrische Glühlampenfabrik „Watt“, welche von 1917 an eine Tochterfirma der Vereinigten Glühlampen- und Elektrizitäts AG war und den Markennamen Tungsram führte.
Durch die Spekulationsgeschäfte, die ihm zu einem bedeutenden Vermögen verhalfen, bekam Scharf einen zwiespältigen Ruf.
Alexander Scharf ruht in einer Familiengruft in der Alten israelitischen Abteilung des Wiener Zentralfriedhofes.